# Orphinus tadzhicus
Orphinus tadzhicus is een keversoort uit de familie spektorren (Dermestidae). De wetenschappelijke naam van de soort werd in 1975 gepubliceerd door Zhantiev.